# John McDonald (bobbista)
John McDonald (fl. XX secolo) è stato un bobbista statunitense.

## Biografia
La sua carriera come bobbista era ai massimi livelli intorno agli anni 1940. Ai Campionati mondiali vinse una medaglia di bronzo:
- Campionati mondiali di bob 1949, nel bob a due con Fred Fortune[1]